# Musa al-Husajni
Musa al-Husajni, celým jménem Musa Kazim al-Husajni, zvaný též Baša (arabsky: موسى كاظم الحسيني, hebrejsky: מוסא כאט'ם אל-חוסייני, žil 1853–1934) byl palestinský arabský politik a starosta Jeruzaléma pod mandátní britskou správou v období od března 1918 do dubna roku 1920. Významný představitel Palestinského arabského kongresu.

## Biografie
Narodil se v roce 1853. Vystudoval Istanbul School of Administration a zastával mnoho správních funkcí v rámci Osmanské říše, včetně guvernéra Jemenu (v roce 1908). Počátkem první světové války odešel do penze. V březnu 1918 byl jmenován starostou Jeruzaléma, ale v dubnu 1920 byl sesazen ze svého postu britskou správou kvůli jeho ostře protisionistickým postojům, které se projevily během nepokojů v Palestině 1920. Během nich vystoupil například na demonstraci 4. dubna 1920, na které hovořil spolu s dalším významným lokálním politikem (a pozdějším starostou Arefem al-Arefem), na které dav skandoval: Palestina je naše zem a Židé jsou naši psi. Angažoval se v arabských národoveckých organizacích. Patřil do vlivného jeruzalémského rodu al-Husajní. Byl opakovaně volen za delegáta sjezdu Arabského výkonného výboru (v roce 1920 v Haifě, v roce 1922 v Nábulusu, v roce 1923 v Jaffě a ještě na sjezd tohoto výboru konaný v roce 1928). Podílel se na arabském politickém vedení v době nepokojů v Palestině roku 1929. Až do své smrti byl rovněž členem delegací palestinských Arabů pro vyjednávání s britskou správou. 27. října 1933 vedl arabskou demonstraci proti židovskému přistěhovalectví, na níž byl zraněn (přes své radikální postoje byl ovšem jedním z arabských pozemkových vlastníků, kteří potají prodávali půdu Židům). Zemřel 27. března 1934. Jeho synem byl palestinský povstalecký velitel z 30. a 40. let 20. století Abd al-Kádir al-Husajní.